# Margarete Pioresan
Margarete Maria Pioresan (sinh ngày 1 tháng 1 năm 1956), thường được gọi là Meg, là một cựu cầu thủ bóng đá người Brasil từng là thủ môn cho đội tuyển bóng đá nữ quốc gia Brasil. Bà đại diện cho Brasil tại Giải vô địch bóng đá nữ thế giới 1991, 1995 và chơi tại Thế vận hội Mùa hè 1996 ở tuổi 40. Trước đó trong sự nghiệp thể thao của bà Meg đã chơi cho đội bóng ném quốc gia nữ Brasil, giành huy chương đồng tại Đại hội Thể thao Liên châu Mỹ 1987.

## Sự nghiệp
Meg bắt đầu chơi bóng ném sau khi ghi danh vào Universidade Estadual de Maringá năm 1975 và chuyển đến Rio de Janeiro năm 1979 để chơi bóng ném trong vai trò là một thủ môn. Bà được gọi vào đội bóng ném nữ Brasil năm 1983.
Trong khi ở Rio de Janeiro, Meg cũng chơi bóng đá và chơi cho đội EC Radar. Sau hai năm chơi bóng đá bãi biển vào năm 1980 và 1981, Radar chơi trên sân cỏ từ năm 1982 trở đi. Tạp chí Placar đưa tin năm 1985 rằng Meg kiếm được mức lương 150.000 Cruzeiro từ Radar. Năm đó cô bỏ bóng đá để tập trung vào bóng ném, bao gồm cả chơi tại Đại hội Thể thao Liên châu Mỹ 1987, nơi Brasil giành huy chương đồng.
Vẫn tập trung vào bóng ném, Meg từ chối triệu tập của Liên đoàn bóng đá Brasil (CBF) để chơi cho Brasil tại Giải bóng đá nữ năm 1988 của FIFA. Sau khi chơi trong một giải đấu ở Bulgaria năm 1989 Meg quyết định kết thúc sự nghiệp bóng ném của mình. Khi bà được mời tham dự Giải vô địch bóng đá nữ thế giới 1991, bà trở lại chơi bóng đá - sau sáu năm không chơi môn thể thao này - ở tuổi 35.
Brasil vượt qua kỳ vọng từ mọi người tại môn bóng đá Thế vận hội Mùa hè 1996, kết thúc ở vị trí thứ tư. Meg có ý định nghỉ hưu sau Thế vận hội nhưng Câu lạc bộ Vasco đã thuyết phục bà chơi cho đến năm 2000, sử dụng cầu thủ nam kỳ cựu Mauro Galvão làm ví dụ điển hình nhằm khuyến khích nữ cầu thủ.